# Justo Sierra (Chiapas)
Justo Sierra es una localidad del estado mexicano de Chiapas. Es parte del municipio de Las Margaritas.

## Toponimia
El nombre de la localidad rinde homenaje a Justo Sierra, promotor de la educación en México.

## Demografía
| Gráfica de evolución demográfica |
|                                  |

| Censo | Población |
| ----- | --------- |
| 1950  | 218       |
| 1960  | 300       |
| 1970  | 358       |
| 1980  | 557       |
| 1990  | 938       |
| 2000  | 1 109     |
| 2010  | 1 386     |
| 2020  | 1 475     |